# Бурухин, Иван Данилович

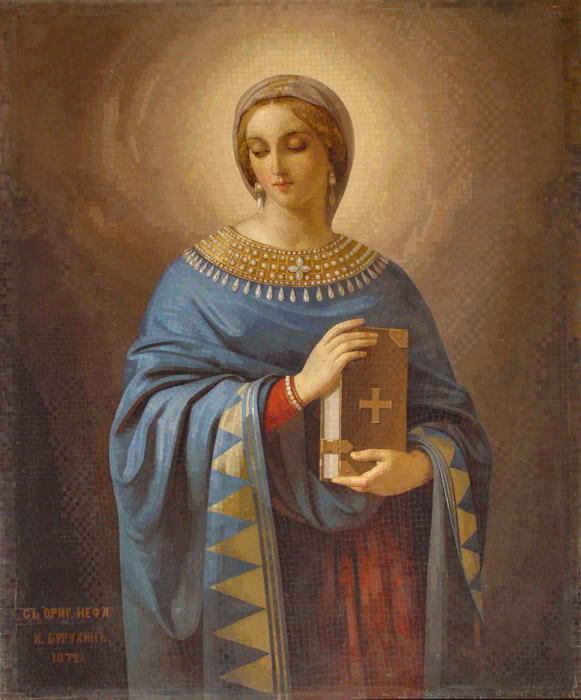
Мозаика И.Д.Бурухина. Вмц. Анастасия Узорешительница. Исаакиевский собор. Санкт-Петербург.

Иван Данилович Бурухин (5 мая 1828 (по другим данным в 1827) — 19 июля 1886, Дудергоф) — русский живописец, академик мозаического искусства.

## Биография
И. Д. Бурухин по происхождению — сын вольноотпущенного крепостного дворового человека. Вольноприходящим учеником прошел курс обучения в Императорской академии художеств с присвоением в 1850 году звания «неклассный художник» по исторической и портретной живописи. Во время учебы в академии в 1848 году был награждён малой серебряной медалью за рисунок с натуры.
С 1852 по 1885 годы занимался мозаикой. В 1852 году — ученик Императорского мозаичного заведения, в 1853 году — помощник мозаичиста, в 1861 году — старший мастер мозаичного отделения академии.
Прославился своими мозаичными работами по крашению иконостаса Исаакиевского собора в Санкт-Петербурге:
- Спаситель, благословляющий детей (мозаичный образ с оригинала Тимофея Неффа)
- Святая Вмц. Анастасия Узорешительница (для правого придела собора; по оригиналу Неффа)
- Святой Евангелист Иоанн (в парусе большого купола — им исполнена голова, рука и зеленая драпировка)
- Ангел у гроба Господня
- Христос, сидящий на престоле
- Фамильный образ (над Царскими вратами, с левой стороны) и др.

Кроме того, известен мозаичный образ работы Бурухина на Афоне.
Иван Бурухин был удостоен нескольких императорских наград.
В 1861 году ему присвоено звание классного художника 3 степени. С 1867 года — академик мозаического искусства.
В 1877 году за выдающиеся заслуги в области искусства Императорская академия художеств присвоила Ивану Бурухину звание почетного вольного общника.
Участник Санкт-Петербургского собрания художников.
В мае 1886 года по состоянию здоровья вышел в отставку с пенсией и через 2 месяца умер.